# Jan Tuin
Jan Tuin (Finsterwolde, 25 maart 1900 – Groningen 6 november 1972) was een Nederlandse politicus voor de SDAP en de PvdA en burgemeester van Hoogezand en Groningen.
Tuin volgde de kweekschool in Winschoten en vestigde zich daarna, vanaf 1919 als onderwijzer in diezelfde stad. Tien jaar later volgde zijn benoeming tot hoofdonderwijzer in Oude Pekela. Hij werd al jong lid van de SDAP, voor welke partij hij van 1933 tot 1941 in de Provinciale Staten van Groningen zat. In 1937 werd hij benoemd tot burgemeester van Hoogezand, hetgeen hij zou blijven tot hij in 1942 door de NSB'er G.G. Spoelstra werd vervangen. Tuin, die geweigerd had Hoogezandster politieagenten joden te laten arresteren, werd vervolgens geïnterneerd in Sint Michielsgestel, waar hij van 17 juli 1942 tot september 1944 verbleef.
Na de oorlog keerde hij voor één jaar terug op zijn post in Hoogezand, om daarna te worden gekozen tot lid van de Tweede Kamer, inmiddels voor de PvdA. Van 1946 tot 1951 combineerde hij dit met het lidmaatschap van de Gedeputeerde Staten van Groningen. In deze periode ontwierp hij de nieuwe vlag van de provincie Groningen nadat de provinciale bestuurders geen keuze konden maken uit de toen voorliggende ontwerpen.
In 1951 werd hij benoemd tot burgemeester van de stad Groningen. Als zodanig was hij de eerste sociaaldemocraat. Er zijn aanwijzingen dat Tuin als burgemeester verhinderd heeft dat een stadsvilla na de oorlog werd teruggegeven aan de enige overlevende nazaat van de Joodse familie die daar voor de oorlog eigenaar van was en er woonde. De burgemeester wilde het huis zelf als ambtswoning bewonen. De zoon van de toen overlevende vrouw eiste in 2022 erkenning van en excuses en schadevergoeding voor de onrechtmatige ontneming door de gemeente. De gemeente Groningen erkende vervolgens dat destijds een te laag bedrag is betaald, en betaalde een schadevergoeding aan de familie.
Als burgemeester was Tuin bijzonder geliefd. Bij zijn afscheid zamelde de burgerij van Groningen 90.000 gulden in, als startkapitaal voor de op te richten Jan Tuinstichting, die in Groningen een aantal jeugdhuizen zou gaan beheren. Aan het Akerkhof in Groningen werd een jeugdsociëteit naar hem genoemd: Het Jan Tuin Centrum. Tegenwoordig is in datzelfde pand de Groningse afdeling van Humanitas gevestigd.
Zijn broer Harm Tuin was burgemeester van Finsterwolde en Slochteren.

## Foto's

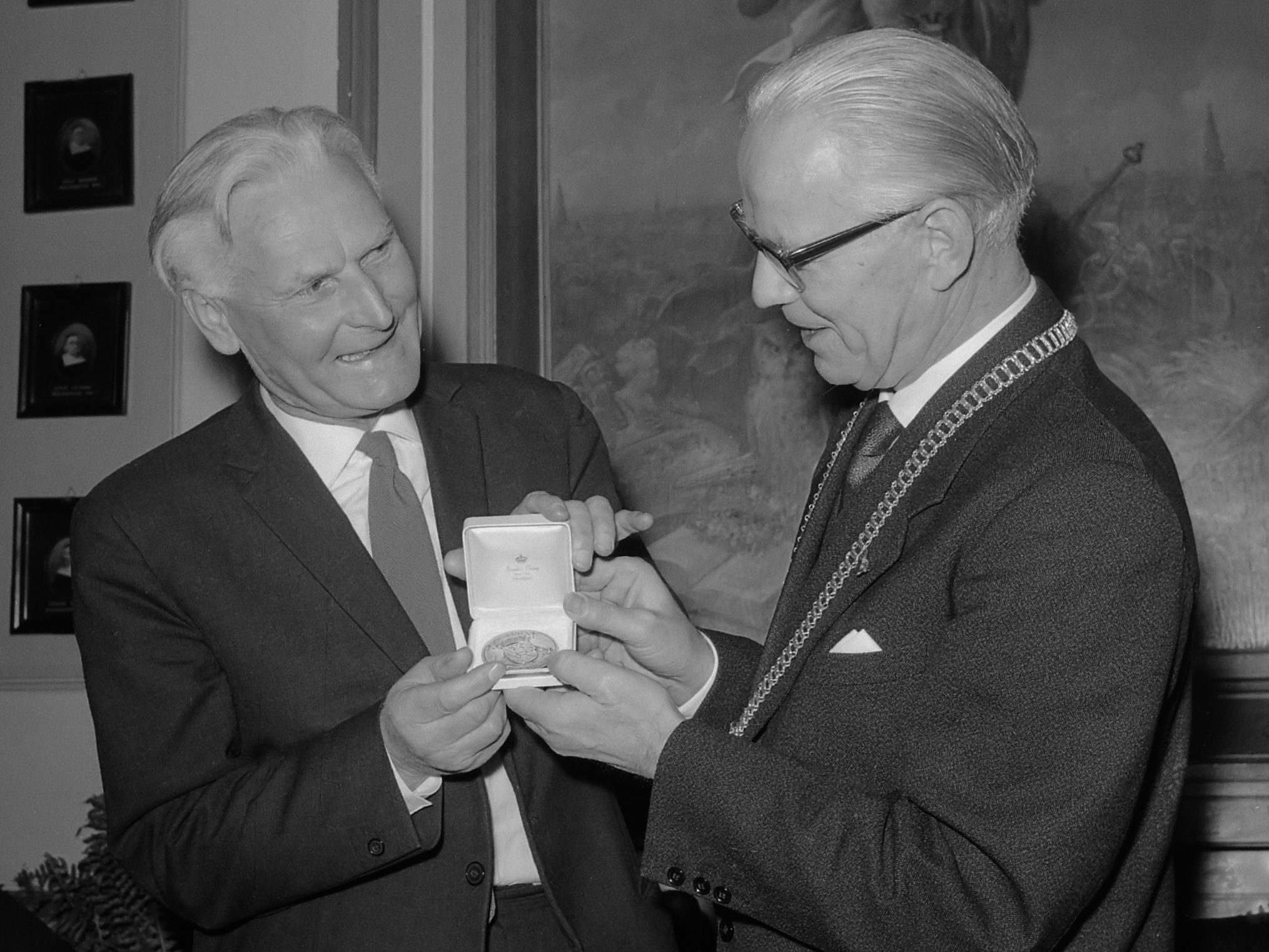
Uitreiking Hendrik de Vriesprijs aan Belcampo (1960)
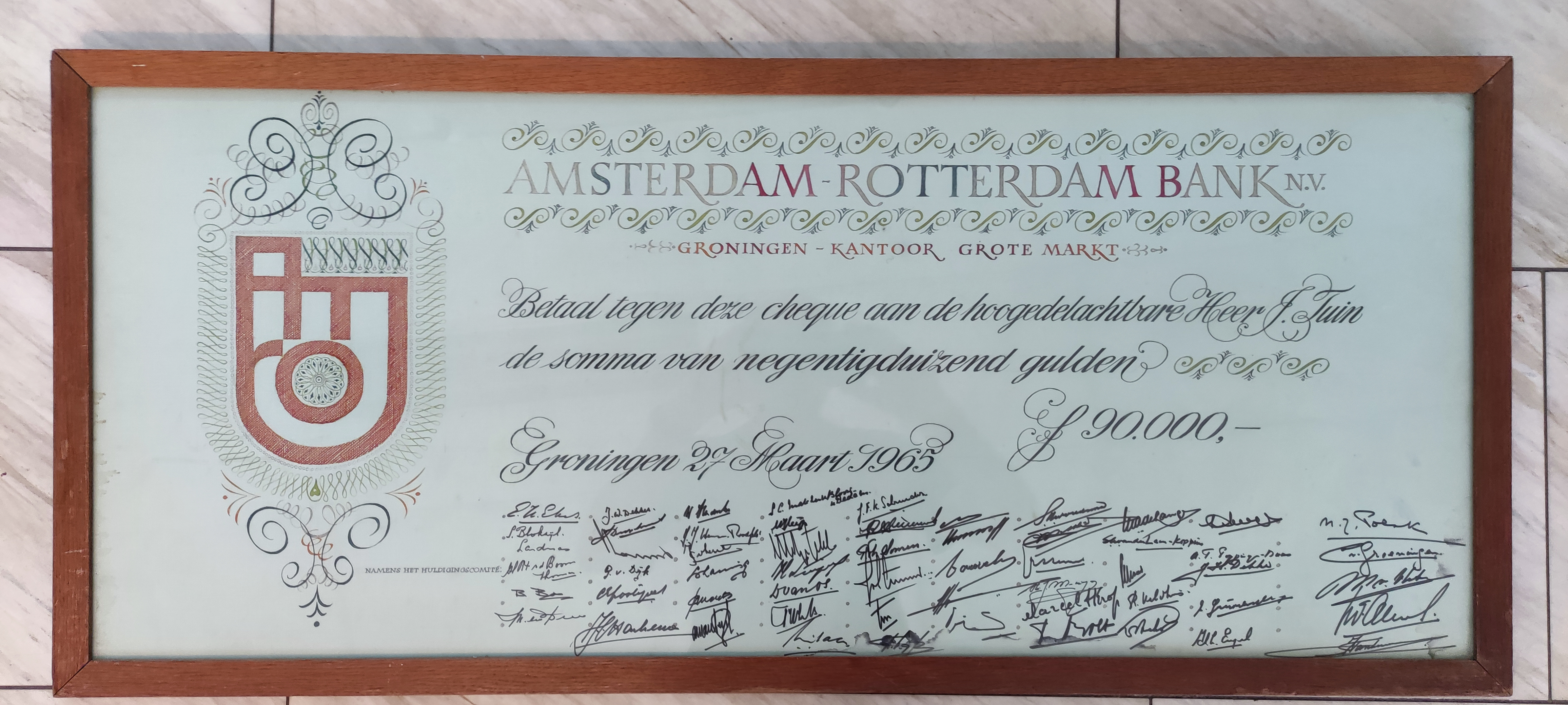
Voorzijde Cheque AMRO
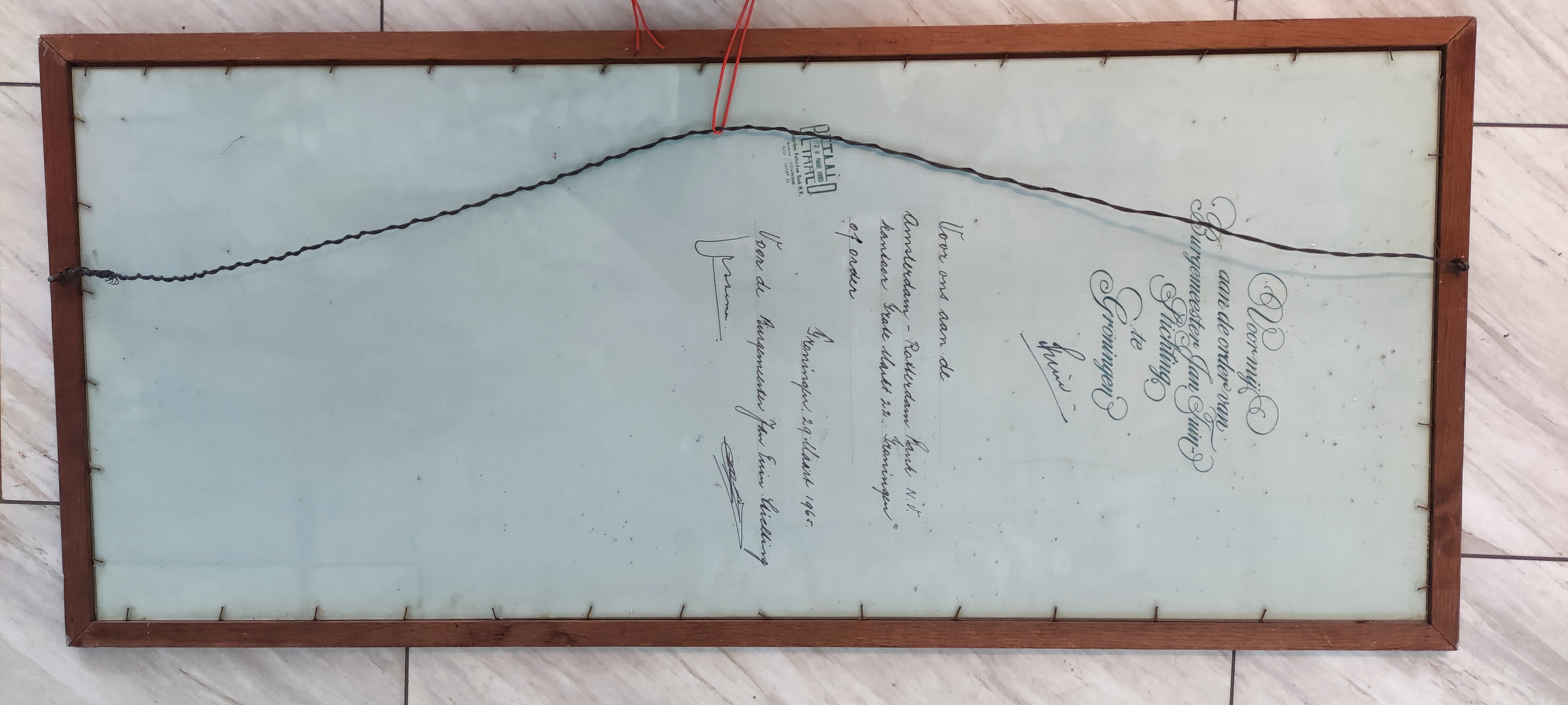
Cheque hfl 90.000 achterzijde
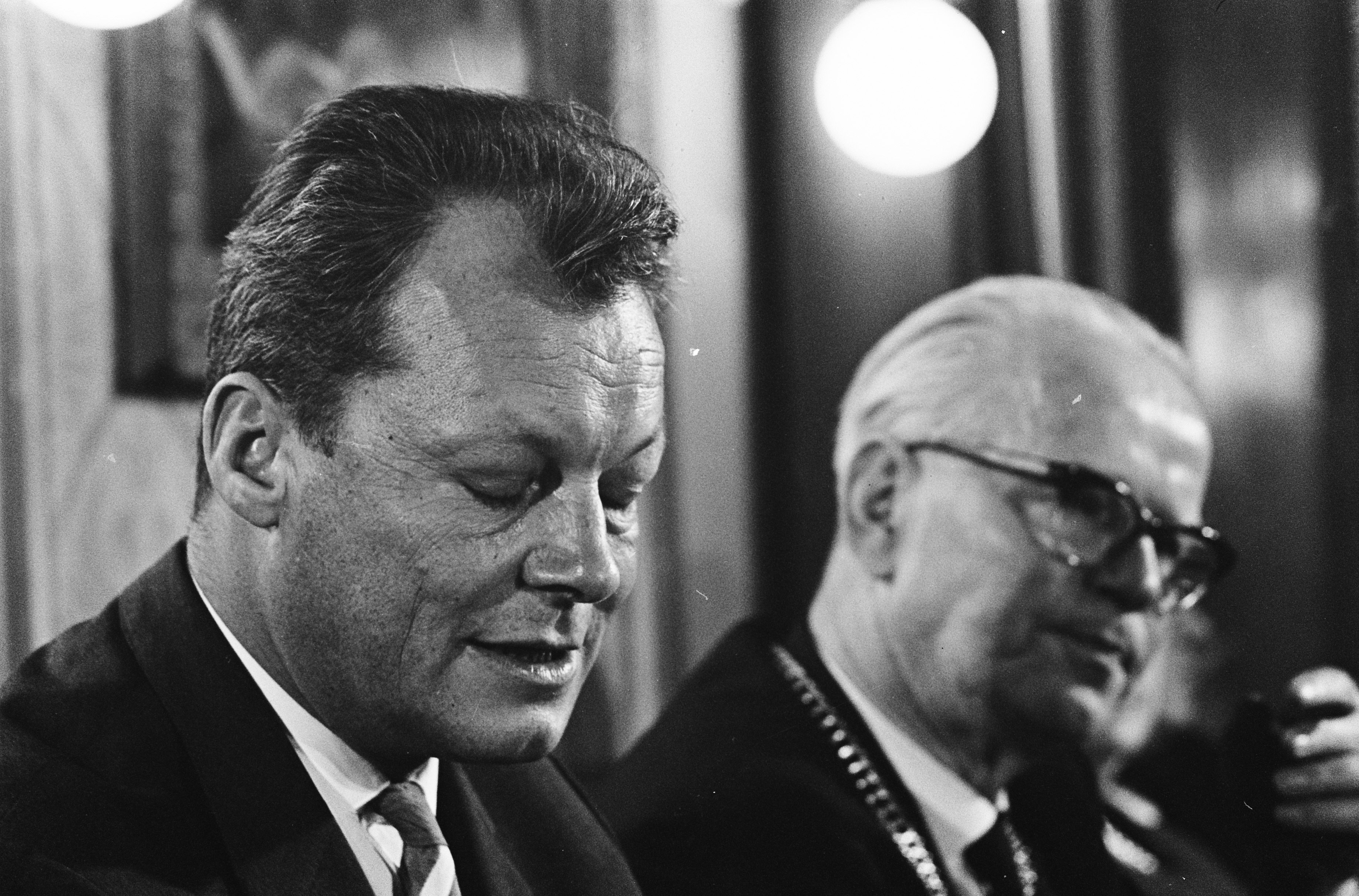
Willy Brandt, burgemeester van Berlijn, en Jan Tuin, burgemeester van Groningen (1962)

- Biografisch Portaal: 01392830
- Parlement.com: vg09llb2ppyz
- RKD-Nederlands Instituut voor Kunstgeschiedenis: 288152